# Éric Ier de Schaumbourg
Éric Ier de Schaumbourg (né en 1420, mort le 24 ou le 25 mars 1492) fut corégent du comté de  
Holstein-Pinneberg et de celui de Schaumbourg de 1464 à sa mort.

## Biographie
Éric est le second des fils de Otto II de Holstein-Pinneberg et d'Elisabeth von Hohnsteins. Il épouse Hebe file d'Ulrich Ier de Frise orientale mais leur union demeure stérile. Il règne sur Holstein-Pinneberg et le comté de Schaumbourg de 1464 jusqu'en 1474 conjointement avec son frère ainé  Adolphe XII puis de 1474 jusqu'en 1492 conjointement avec son frère  Antoine. Pendant sa corégence avec son frère Adolphe XII il fait construire en 1472 à Pinneberg un château de style renaissance à la place de l'ancien château médiéval.
À Stadthagen Éric fait édifier à partir de 1486 un couvent franciscain qui ne sera achevé qu'après sa mort. 
Dans son ouvrage Chronicon und historische Beschreibung der löblichen alten Graffschaft Schaumburg, l'historien du comté de Schaumbourg Cyriacus Spangenberg (1528–1604) indique que « Eric le second comte de Holstein et Schauembourg fait édifier le monastère de frères mendiants franciscains de Stadthagen et la Süsterhaus d'Oldendorff  après avoir été impliqué dans une guerre avec la principauté de Brunswick et qu'à sa mort il est inhumé dans le couvent de minimes de Stadthagen. »